# Liga de Campeones Árabe 1997
La Liga de Campeones Árabe 1997 es la 13.ª edición de este torneo de fútbol a nivel de clubes árabes organizada por la UAFA y que contó con la participación de 10 equipos representantes de África del Norte, Medio Oriente y África del Este, 2 más que en la edición anterior, incluyendo por primera vez a representantes de Libia.
El Club Africain de Túnez venció al campeón defensor Al-Ahly de Egipto en la final jugada en Tunisia, Túnez para ganar el título por primera ocasión.

## Fase preliminar
Todos los partidos se jugaron en Sfax, Túnez.
| Club         | J | G | E | P | GF | GC | GD | Pts. |
| ------------ | - | - | - | - | -- | -- | -- | ---- |
| CS Sfaxien   | 3 | 2 | 0 | 1 | 6  | 2  | +4 | 6    |
| WA Tlemcen   | 3 | 2 | 0 | 1 | 4  | 2  | +2 | 6    |
| OC Khouribga | 3 | 2 | 0 | 1 | 3  | 1  | +2 | 6    |
| Al-Shat SC   | 3 | 0 | 0 | 3 | 0  | 8  | −8 | 0    |

| Fecha    | Local        | Resultado | Visita       |
| -------- | ------------ | --------- | ------------ |
| 9/11/97  | CS Sfaxien   | 4-0       | Al-Shat SC   |
| 9/11/97  | WA Tlemcen   | 1-0       | OC Khouribga |
| 11/11/97 | CS Sfaxien   | 2-0       | WA Tlemcen   |
| 11/11/97 | Al-Shat SC   | 0-1       | OC Khouribga |
| 13/11/97 | OC Khouribga | 2-0       | CS Sfaxien   |
| 13/11/97 | WA Tlemcen   | 3-0       | Al-Shat SC   |

## Ronda final
Todos los partidos se jugaron en Tunisia, Túnez.

### Grupo A
| Club          | J | G | E | P | GF | GC | GD  | Pts. |
| ------------- | - | - | - | - | -- | -- | --- | ---- |
| Club Africain | 3 | 2 | 1 | 0 | 6  | 3  | +3  | 7    |
| Al-Ahli       | 3 | 2 | 0 | 1 | 5  | 4  | +1  | 6    |
| WA Tlemcen    | 3 | 1 | 1 | 1 | 7  | 1  | +6  | 4    |
| Al-Wehdat     | 3 | 0 | 0 | 3 | 3  | 13 | −10 | 0    |

| Fecha    | Local         | Resultado | Visita        |
| -------- | ------------- | --------- | ------------- |
| 14/11/97 | Al-Ahli       | 3-1       | Al-Wehdat     |
| 14/11/97 | Club Africain | 0-0       | WA Tlemcen    |
| 16/11/97 | WA Tlemcen    | 7-0       | Al-Wehdat     |
| 16/11/97 | Club Africain | 3-1       | Al-Ahli       |
| 18/11/97 | Al-Wehdat     | 2-3       | Club Africain |
| 18/11/97 | Al-Ahli       | 1-0       | WA Tlemcen    |

### Grupo B
| Club             | J | G | E | P | GF | GC | GD  | Pts |
| ---------------- | - | - | - | - | -- | -- | --- | --- |
| Al-Ahly          | 3 | 2 | 1 | 0 | 10 | 1  | +9  | 7   |
| CS Sfaxien       | 3 | 2 | 1 | 0 | 8  | 2  | +6  | 7   |
| Kazma SC         | 3 | 1 | 0 | 2 | 3  | 6  | −3  | 3   |
| Shabab Al-Am'ari | 3 | 0 | 0 | 3 | 1  | 13 | −12 | 0   |

| Fecha    | Local            | Resultado | Visita           |
| -------- | ---------------- | --------- | ---------------- |
| 14/11/97 | Al-Ahly          | 7-0       | Shabab Al-Am'ari |
| 14/11/97 | CS Sfaxien       | 3-1       | Kazma SC         |
| 16/11/97 | Al-Ahly          | 2-0       | Kazma SC         |
| 16/11/97 | Shabab Al-Am'ari | 0-4       | CS Sfaxien       |
| 16/11/97 | CS Sfaxien       | 1-1       | Al-Ahly          |
| 16/11/97 | Kazma SC         | 2-1       | Shabab Al-Am'ari |

## Fase final
|  | Semifinales              | Semifinales          |   |  | Final                    | Final |  |
|  |                          |                      |   |  |                          |       |  |
|  |                          |                      |   |  |                          |       |  |
|  | Tunisia, 21 de noviembre |                      |   |  |                          |       |  |
|  | Al-Ahli                  | 0                    |   |  |                          |       |  |
|  | Al-Ahly                  | 3                    |   |  |                          |       |  |
|  |                          |                      |   |  |                          |       |  |
|  |                          |                      |   |  | Tunisia, 23 de noviembre |       |  |
|  |                          |                      |   |  | Al-Ahly                  | 1     |  |
|  |                          | Club Africain (pró.) | 2 |  |                          |       |  |
|  |                          |                      |   |  |                          |       |  |
|  |                          |                      |   |  |                          |       |  |
|  |                          |                      |   |  | Tercer lugar             |       |  |
|  | Tunisia, 21 de noviembre |                      |   |  |                          |       |  |
|  | Sfaxien                  | 2 (3)                |   |  |                          |       |  |
|  | Club Africain (p.)       | 2 (4)                |   |  |                          |       |  |

## Campeón
| Liga de Campeones Árabe 1997 |
| ---------------------------- |
| Bandera de Túnez             |
| Club Africain 1.er título    |